# Titti Persson
Kersti (Titti) Marie Persson, född 16 augusti 1974 i Svärdsjö i Dalarna, är en svensk författare. 
Perssons debutroman Sju sköna snubbar (2000) skildrar relationer bland kollektivboende unga människor i Lund på 1990-talet. Uppföljaren Skaver (2004) är en roman som utspelar sig i en fiktiv by i Dalarna och som följer barn och ungdomar i en skolklass genom grundskolan och på en senare klassåterträff. 2009 utkom hennes tredje roman, Jag vet ingenting om dig. Sedan 2011 skriver hon främst barnböcker under pseudonymen Siri Spont. Persson skriver sedan december 2005 en blogg med titeln It's hard to be a saint in Skärholmen. 
Serien om Tilda, en elvaåring som bor på landet, kretsar mycket kring vänskap och djur. Böckerna är illustrerade av Jonna Björnstjerna. Serien innehåller fem delar: 
- Utan djur så dör jag (Rabén & Sjögren, 2011)
- Bara jag vågar (Hippo bokförlag 2012)
- Längtar så jag spricker (Hippo bokförlag, 2013)
- Lova att jag får (Hippo bokförlag, 2014)
- Vägrar fega ur (Hippo bokförlag, 2015)

2016 kom de första två delarna i hennes nya serie om lågstadiekillen Emre, som liksom Persson själv bor i Skärholmen-trakten. Böckerna om Emre är ett samarbete mellan Siri Spont och Jonna Björnstjerna, och de två första delarna heter: 
- Emres handbok i konsten att skaffa vänner - och ovänner
- Emres handbok i konsten att bli känd - och ökänd.

2016 gjorde hon tillsammans med illustratören Alexander Jansson årets adventsbok för Rabén & Sjögren, "En förtrollad jul".
2019 kom en ungdomsbok om Tilda, som nu har hunnit bli 14-15 år, Är det nu allt börjar? (Rabén & Sjögren).